# Малоярославецкий район
Малояросла́вецкий район — административно-территориальная единица (район) и муниципальное образование (муниципальный район) в Калужской области России.
Административный центр — город Малоярославец.

## География
Площадь — 1 547 км² (2-е место среди районов). Граничит с Боровским, Жуковским, Ферзиковским, Дзержинским, Медынским и Тарусским районами Калужской области.
Основные реки — Лужа, Суходрев.

## История
Район образован 12 июля 1929 года в составе Калужского округа Московской области. В его состав вошли Малоярославецкая и частично Абрамовская волости упразднённого Малоярославецкого уезда Калужской губернии. Первоначально район включал город Малоярославец и сельсоветы:
- из Абрамовской волости: Аннинский, Бобольский, Васильевский, Дуркинский, Ильинский, Кудиновский, Юрьевский
- из Малоярославецкой волости: Адлеровский, Афанасовский, Барденевский, Башмаковский, Бородухинский, Вознесенский, Ерденевский, Козловский, Коллонтаевский, Кузнецовский, Лобковский, Лукьяновский, Маклинский, Максимковский, Неделинский, Никольский, Новосельский, Панский, Подполковский, Пореченский, Потресовский, Селивакинский, Скрипоровский, Спас-Загорский, Терентьевский, Тимохинский, Тиняковский, Трехсвятский, Трубицынский.

20 мая 1930 года Тимохинский сельсовет был передан в Угодско-Заводский район.
30 июля 1930 года Калужский округ, как и большинство остальных округов СССР, был упразднён, и Малоярославецкий район стал входить непосредственно в Московскую область.
17 июля 1939 года были упразднены следующие сельсоветы: Бобольский, Бородухинский, Васильевский, Вознесенский, Лобковский, Лукьяновский, Никольский, Новосельский, Панский, Подполковский, Селивакинский, Терентьевский и Тиняковский.
В декабре 1941 года, во время Великой Отечественной войны, на территории района находился укрепрайон, с центром в селе Ильинское.
С 5 июля 1944 года район в составе образованной Калужской области.
31 июля 1959 года к Малоярославецкому району был присоединён Детчинский район.

## Население
| 1931    | 1939    | 1959    | 1970    | 1979    | 1989    | 2002    | 2009    | 2010    |
| ------- | ------- | ------- | ------- | ------- | ------- | ------- | ------- | ------- |
| 31 443  | ↗36 333 | ↗50 530 | ↗53 301 | ↘51 577 | ↘51 377 | ↗55 910 | ↘53 285 | ↗54 269 |
| 2011    | 2012    | 2013    | 2014    | 2015    | 2016    | 2017    | 2018    | 2019    |
| ↘54 120 | ↘53 409 | ↘52 672 | ↘51 665 | ↘50 808 | ↘50 220 | ↘49 909 | ↘49 479 | ↗49 598 |
| 2020    | 2021    |         |         |         |         |         |         |         |
| ↗50 172 | ↗68 702 |         |         |         |         |         |         |         |

### Урбанизация
В городских условиях (город Малоярославец) проживают 60,42 % населения района.

### Национальный состав
По итогам переписи населения 2020 года проживали следующие национальности (национальности менее 0,1 % и другое, см. в сноске к строке «Другие»):
| Национальность | Численность, чел. | Доля     |
| -------------- | ----------------- | -------- |
| Русские        | 55 424            | 80,67 %  |
| Цыгане         | 1094              | 1,59 %   |
| Армяне         | 996               | 1,45 %   |
| Таджики        | 799               | 1,16 %   |
| Узбеки         | 648               | 0,94 %   |
| Украинцы       | 393               | 0,57 %   |
| Азербайджанцы  | 284               | 0,41 %   |
| Молдаване      | 234               | 0,34 %   |
| Татары         | 223               | 0,32 %   |
| Белорусы       | 100               | 0,15 %   |
| Туркмены       | 92                | 0,13 %   |
| Грузины        | 85                | 0,12 %   |
| Другие         | 8330              | 12,15 %  |
| Итого          | 68 702            | 100,00 % |

## Административное деление
Малоярославецкий район как административно-территориальная единица включает 18 административно-территориальных единиц: 1 город, 2 посёлка, 7 сёл, 8 деревень, как муниципальное образование со статусом муниципального района — 18 муниципальных образований, в том числе 1 городское и 17 сельских поселений.
| №     | Муниципальное образование | Административный центр | Количество населённых пунктов | Население (чел.) | Площадь (км²) |
| ----- | ------------------------- | ---------------------- | ----------------------------- | ---------------- | ------------- |
| 1e-06 | Городское поселение:      |                        |                               |                  |               |
| 1     | Посёлок Детчино           | село Детчино           | 17                            | ↗5775            | 80,71         |
| 2     | Посёлок Юбилейный         | посёлок Юбилейный      | 18                            | ↗1344            | 118,68        |
| 3     | Село Головтеево           | село Головтеево        | 15                            | ↗1737            | 64,81         |
| 4     | Село Ильинское            | село Ильинское         | 15                            | ↗1272            | 122,83        |
| 5     | Село Коллонтай            | село Коллонтай         | 9                             | ↗1334            | 48,37         |
| 6     | Село Кудиново             | село Кудиново          | 11                            | ↗3266            | 126,87        |
| 7     | Село Маклино              | село Маклино           | 11                            | ↗1896            | 74,56         |
| 8     | Село Недельное            | село Недельное         | 21                            | ↗1327            | 194,26        |
| 9     | Село Спас-Загорье         | село Спас-Загорье      | 7                             | ↗1576            | 53,76         |

## Населённые пункты
В Малоярославецком районе 218 населённых пунктов.
| №   | Населённый пункт      | Тип                     | Население | Муниципальное образование |
| --- | --------------------- | ----------------------- | --------- | ------------------------- |
| 1   | Абелей                | деревня                 | ↘4        | Деревня Прудки            |
| 2   | Авдотьино             | деревня                 | ↗20       | Посёлок Детчино           |
| 3   | Адлеровка             | деревня                 | ↘30       | Деревня Шумятино          |
| 4   | Азарово               | деревня                 | ↗30       | Деревня Захарово          |
| 5   | Алехново              | деревня                 | ↘6        | Деревня Шумятино          |
| 6   | Алешково              | деревня                 | ↘49       | Деревня Воробьёво         |
| 7   | Алешково              | деревня                 | →2        | Село Недельное            |
| 8   | Анисимово             | деревня                 | →6        | Село Коллонтай            |
| 9   | Астреево              | деревня                 | ↘5        | Село Кудиново             |
| 10  | Афанасово             | деревня                 | ↗297      | Село Головтеево           |
| 11  | Афанасово             | деревня                 | ↘3        | Село Кудиново             |
| 12  | Бабаево               | деревня                 | ↘9        | Деревня Прудки            |
| 13  | Бабичево              | деревня                 | ↘6        | Деревня Берёзовка         |
| 14  | Барановка             | деревня                 | →0        | Посёлок Детчино           |
| 15  | Барденево             | деревня                 | ↘16       | Село Маклино              |
| 16  | Башкировка            | деревня                 | ↘6        | Село Ильинское            |
| 17  | Башмаковка            | деревня                 | →2        | Село Недельное            |
| 18  | Березенки             | деревня                 | ↘5        | Деревня Прудки            |
| 19  | Березовка             | деревня                 | ↘547      | Деревня Берёзовка         |
| 20  | Боболи                | деревня                 | #Н/Д      | Село Ильинское            |
| 21  | Бобровка              | деревня                 | ↘7        | Деревня Прудки            |
| 22  | Богрово               | деревня                 | ↘1        | Посёлок Детчино           |
| 23  | Большие Луга          | деревня                 | ↘0        | Деревня Прудки            |
| 24  | Большое Ноздрино      | деревня                 | ↗62       | Деревня Воробьёво         |
| 25  | Бородухино            | деревня                 | ↘25       | Деревня Шумятино          |
| 26  | Бортники              | деревня                 | ↘12       | Посёлок Юбилейный         |
| 27  | Букрино               | деревня                 | ↗66       | Посёлок Детчино           |
| 28  | Бураково              | деревня                 | ↘2        | Село Кудиново             |
| 29  | Буревестник           | деревня                 | ↘3        | Деревня Захарово          |
| 30  | Бутырки               | деревня                 | ↗6        | Деревня Рябцево           |
| 31  | Быково                | деревня                 | ↘7        | Посёлок Детчино           |
| 32  | Вараксино             | деревня                 | ↗2        | Деревня Рябцево           |
| 33  | Васисово              | деревня                 | ↘8        | Деревня Берёзовка         |
| 34  | Величково             | деревня                 | ↘4        | Деревня Шумятино          |
| 35  | Верхние Горки         | деревня                 | ↗68       | Посёлок Детчино           |
| 36  | Верховское            | деревня                 | ↘5        | Деревня Берёзовка         |
| 37  | Верховье              | деревня                 | →0        | Деревня Захарово          |
| 38  | Верховье              | деревня                 | →0        | Посёлок Юбилейный         |
| 39  | Верховье              | деревня                 | ↘42       | Село Маклино              |
| 40  | Веткино               | деревня                 |           | Деревня Ерденево          |
| 41  | Веткино               | деревня                 | ↘3        | Село Коллонтай            |
| 42  | Вихляево              | деревня                 | ↘5        | Село Головтеево           |
| 43  | Воробьёво             | деревня                 | ↗532      | Деревня Воробьёво         |
| 44  | Выглово               | деревня                 | →0        | Село Ильинское            |
| 45  | Головтеево            | село                    | ↘1223     | Село Головтеево           |
| 46  | Голухино              | деревня                 | ↘32       | Деревня Прудки            |
| 47  | Гончаровка            | деревня                 | ↗119      | Деревня Воробьёво         |
| 48  | Госсортоучасток       | село                    | ↗141      | Село Спас-Загорье         |
| 49  | Григорьевское         | деревня                 | ↘0        | Село Недельное            |
| 50  | Гурьево               | деревня                 | ↘10       | Деревня Прудки            |
| 51  | Дедцево               | деревня                 | →0        | Село Недельное            |
| 52  | Детчино               | село                    | ↘4881     | Посёлок Детчино           |
| 53  | Дмитриевское          | деревня                 | →5        | Деревня Захарово          |
| 54  | Доброе                | деревня                 | ↘3        | Деревня Прудки            |
| 55  | Дольское              | деревня                 | ↘34       | Деревня Прудки            |
| 56  | Дорохино              | деревня                 | ↗8        | Село Недельное            |
| 57  | Дубровка              | деревня                 | ↘15       | Деревня Шумятино          |
| 58  | Дубровка              | деревня                 | ↘64       | Посёлок Юбилейный         |
| 59  | Дуркино               | деревня                 | ↗12       | Село Ильинское            |
| 60  | Дурноклин             | деревня                 | ↘2        | Село Недельное            |
| 61  | Дурово                | деревня                 | ↘128      | Посёлок Юбилейный         |
| 62  | Ерденево              | деревня                 | ↘201      | Деревня Ерденево          |
| 63  | Ерденево              | железнодорожная станция | ↘228      | Деревня Ерденево          |
| 64  | Желудовка             | деревня                 | ↘76       | Посёлок Детчино           |
| 65  | Жилинка               | деревня                 | ↘22       | Село Недельное            |
| 66  | Заболотное            | деревня                 | ↘24       | Деревня Шумятино          |
| 67  | Зайцево               | деревня                 | ↗1        | Село Головтеево           |
| 68  | Закатовка             | деревня                 | ↘4        | Деревня Прудки            |
| 69  | Захарово              | деревня                 | ↗219      | Деревня Захарово          |
| 70  | Ивановка              | деревня                 | ↘8        | Деревня Берёзовка         |
| 71  | Ивановское            | деревня                 | ↘21       | Деревня Ерденево          |
| 72  | Игнатьевское          | посёлок                 | ↘21       | Деревня Шумятино          |
| 73  | Игнатовское отделение | село                    | ↘21       | Село Кудиново             |
| 74  | Ильинское             | село                    | ↘980      | Село Ильинское            |
| 75  | Ильичевка             | деревня                 | ↘11       | Село Маклино              |
| 76  | Исаково               | деревня                 |           | Деревня Воробьёво         |
| 77  | Казариново            | деревня                 | ↘38       | Село Недельное            |
| 78  | Калиново              | деревня                 | ↘0        | Село Спас-Загорье         |
| 79  | Капустино             | деревня                 | ↗19       | Село Кудиново             |
| 80  | Караськово            | деревня                 | ↘6        | Деревня Воробьёво         |
| 81  | Карижа                | село                    | ↗45       | Деревня Шумятино          |
| 82  | Карпово               | деревня                 | ↘26       | Село Коллонтай            |
| 83  | Кашурино              | деревня                 | ↗18       | Село Головтеево           |
| 84  | Киево                 | деревня                 | ↗5        | Село Недельное            |
| 85  | Кириллово             | деревня                 | ↘5        | Деревня Берёзовка         |
| 86  | Кирюхино              | деревня                 | ↗8        | Посёлок Юбилейный         |
| 87  | Кобылино              | деревня                 | ↘0        | Село Головтеево           |
| 88  | Ковчег                | деревня                 | 82        | Село Ильинское            |
| 89  | Козлово               | село                    | ↘57       | Деревня Ерденево          |
| 90  | Коллонтай             | село                    | ↗403      | Село Коллонтай            |
| 91  | Константиново         | деревня                 | ↘20       | Село Кудиново             |
| 92  | Корнеевка             | деревня                 | ↗2        | Посёлок Детчино           |
| 93  | Косилово              | деревня                 | ↘13       | Деревня Рябцево           |
| 94  | Костино               | деревня                 | ↗5        | Деревня Шумятино          |
| 95  | Крапивня              | деревня                 | →1        | Деревня Захарово          |
| 96  | Кривоносово           | деревня                 | ↗38       | Село Спас-Загорье         |
| 97  | Кудиново              | деревня                 | ↗127      | Село Кудиново             |
| 98  | Кудиново              | село                    | ↘3040     | Село Кудиново             |
| 99  | Кудиново              | деревня                 | ↗7        | Село Недельное            |
| 100 | Куклеиха              | деревня                 | ↗17       | Село Головтеево           |
| 101 | Кульнево              | деревня                 | ↘152      | Посёлок Детчино           |
| 102 | Курдюковка            | деревня                 | ↘19       | Посёлок Детчино           |
| 103 | Лесничество           | село                    | ↗59       | Село Маклино              |
| 104 | Лисенки               | деревня                 | ↘42       | Посёлок Юбилейный         |
| 105 | Лобково               | деревня                 | →5        | Село Ильинское            |
| 106 | Локонское             | деревня                 | ↘43       | Село Маклино              |
| 107 | Лопатино              | деревня                 | →11       | Посёлок Юбилейный         |
| 108 | Лужное                | деревня                 | ↗7        | Село Ильинское            |
| 109 | Лукьяново             | деревня                 | ↘12       | Село Кудиново             |
| 110 | Маклино               | село                    | ↗937      | Село Маклино              |
| 111 | Максимовка            | деревня                 | ↘113      | Село Головтеево           |
| 112 | Малахово              | деревня                 | ↘11       | Посёлок Детчино           |
| 113 | Малое Ноздрино        | деревня                 | ↗39       | Деревня Воробьёво         |
| 114 | Малоярославец         | город                   | ↘41 511   | Город Малоярославец       |
| 115 | Мамоново              | деревня                 | →0        | Село Недельное            |
| 116 | Мандрино              | деревня                 | ↗59       | Деревня Михеево           |
| 117 | Машкино               | деревня                 | ↗26       | Деревня Рябцево           |
| 118 | Меличкино             | деревня                 | ↘14       | Село Коллонтай            |
| 119 | Меньшовка             | деревня                 | ↘24       | Село Маклино              |
| 120 | Митинка               | деревня                 | ↘8        | Посёлок Юбилейный         |
| 121 | Митинка               | деревня                 | ↗434      | Село Спас-Загорье         |
| 122 | Митрофаново           | деревня                 | ↘9        | Село Головтеево           |
| 123 | Михалево              | деревня                 | ↘1        | Село Недельное            |
| 124 | Михеево               | деревня                 | ↗518      | Деревня Михеево           |
| 125 | Мокрище               | деревня                 | ↘2        | Посёлок Детчино           |
| 126 | Мосолово              | деревня                 | ↘53       | Село Ильинское            |
| 127 | Мотякино              | деревня                 | ↗23       | Деревня Берёзовка         |
| 128 | Муратово              | деревня                 | ↘54       | Деревня Захарово          |
| 129 | Мурзино               | деревня                 | ↘2        | Село Головтеево           |
| 130 | Мызги                 | деревня                 | ↘0        | Посёлок Юбилейный         |
| 131 | Недельное             | село                    | ↘855      | Село Недельное            |
| 132 | Некрасово             | деревня                 | →0        | Село Ильинское            |
| 133 | Нероновка             | деревня                 | →0        | Деревня Рябцево           |
| 134 | Нижние Горки          | деревня                 | ↗19       | Посёлок Детчино           |
| 135 | Николаевка            | деревня                 | ↗19       | Посёлок Юбилейный         |
| 136 | Николо-Дол            | деревня                 | ↘1        | Деревня Прудки            |
| 137 | Никольское            | деревня                 | ↗4        | Село Недельное            |
| 138 | Новоселки             | деревня                 | ↘1        | Деревня Захарово          |
| 139 | Оболенское            | село                    | ↗722      | Село Спас-Загорье         |
| 140 | Образцово             | деревня                 | ↗4        | Деревня Берёзовка         |
| 141 | Осоргино              | деревня                 | ↘5        | Посёлок Юбилейный         |
| 142 | Павловка              | деревня                 | ↘15       | Посёлок Юбилейный         |
| 143 | Панское               | деревня                 | ↗432      | Деревня Шумятино          |
| 144 | Песочня               | деревня                 | ↗11       | Деревня Рябцево           |
| 145 | Петрово               | деревня                 | ↗9        | Деревня Захарово          |
| 146 | Пешково               | деревня                 | ↘2        | Деревня Берёзовка         |
| 147 | Пирогово              | деревня                 | ↘22       | Село Ильинское            |
| 148 | Пнево                 | деревня                 | ↗60       | Посёлок Юбилейный         |
| 149 | Победа                | деревня                 | ↘14       | Деревня Прудки            |
| 150 | Подольное             | деревня                 | ↘8        | Деревня Шумятино          |
| 151 | Подосинки             | деревня                 | ↘7        | Деревня Захарово          |
| 152 | Подполково            | деревня                 | ↘55       | Село Головтеево           |
| 153 | Подсосено             | деревня                 | ↘6        | Село Ильинское            |
| 154 | Пожарки               | деревня                 | ↗8        | Деревня Захарово          |
| 155 | Поречье               | село                    | ↘107      | Село Недельное            |
| 156 | Потресово             | деревня                 | ↗105      | Село Коллонтай            |
| 157 | Придача               | деревня                 | ↘9        | Деревня Рябцево           |
| 158 | Прудки                | деревня                 | ↘279      | Деревня Прудки            |
| 159 | Радищево              | деревня                 | ↘80       | Село Маклино              |
| 160 | Ратманово             | деревня                 | ↘45       | Село Коллонтай            |
| 161 | Родинка               | деревня                 | ↘32       | Посёлок Юбилейный         |
| 162 | Рысковщина            | деревня                 | ↘2        | Село Маклино              |
| 163 | Рябцево               | деревня                 | ↘305      | Деревня Рябцево           |
| 164 | Савиново              | деревня                 | ↘19       | Деревня Берёзовка         |
| 165 | Самсыкино             | деревня                 | →0        | Село Головтеево           |
| 166 | Санаторий «Воробьево» | село                    | ↘615      | Деревня Воробьёво         |
| 167 | Севрюково             | деревня                 | ↘7        | Деревня Захарово          |
| 168 | Селевакино            | деревня                 | ↗4        | Село Недельное            |
| 169 | Селиверстово          | деревня                 | →17       | Посёлок Юбилейный         |
| 170 | Семендяево            | деревня                 | ↘8        | Село Недельное            |
| 171 | Семкино               | деревня                 | ↘5        | Село Недельное            |
| 172 | Семынино              | деревня                 | ↘0        | Село Головтеево           |
| 173 | Сергиевка             | деревня                 | ↗3        | Деревня Берёзовка         |
| 174 | Синяково              | деревня                 | ↘5        | Село Маклино              |
| 175 | Сисеево               | деревня                 | ↗87       | Деревня Захарово          |
| 176 | Скрипорово            | деревня                 | ↘9        | Село Коллонтай            |
| 177 | Сляднево              | деревня                 | ↘33       | Посёлок Юбилейный         |
| 178 | Смахтино              | деревня                 | ↗142      | Деревня Михеево           |
| 179 | Снегири               | деревня                 |           | Посёлок Детчино           |
| 180 | Сокольники-Вторые     | деревня                 | ↘55       | Село Ильинское            |
| 181 | Сокольники-Первые     | деревня                 | ↗75       | Село Ильинское            |
| 182 | Соловьиные Зори       | село                    | ↗40       | Деревня Прудки            |
| 183 | Спас-Загорье          | село                    | ↘208      | Село Спас-Загорье         |
| 184 | Спас-Суходрев         | деревня                 | →6        | Деревня Ерденево          |
| 185 | Станки                | деревня                 | ↘1        | Деревня Рябцево           |
| 186 | Старорыбино           | деревня                 | ↗25       | Село Ильинское            |
| 187 | Староселье            | деревня                 | →6        | Деревня Ерденево          |
| 188 | Степичево             | деревня                 | ↘88       | Деревня Воробьёво         |
| 189 | Столбовка             | деревня                 | →3        | Деревня Прудки            |
| 190 | Суслово               | деревня                 | ↘1        | Деревня Захарово          |
| 191 | Сущево                | деревня                 | ↘3        | Деревня Берёзовка         |
| 192 | Татарское             | деревня                 | ↘4        | Село Головтеево           |
| 193 | Таурово               | деревня                 | ↗80       | Посёлок Детчино           |
| 194 | Терентьево            | деревня                 | ↗71       | Деревня Шумятино          |
| 195 | Тимовка               | деревня                 | →19       | Деревня Берёзовка         |
| 196 | Тимохино              | деревня                 | ↗62       | Посёлок Детчино           |
| 197 | Тиняково              | деревня                 | ↘66       | Село Кудиново             |
| 198 | Торбеево              | деревня                 | ↘80       | Посёлок Юбилейный         |
| 199 | Трёхсвятское          | деревня                 | ↘23       | Село Спас-Загорье         |
| 200 | Трубицино             | деревня                 | ↘8        | Деревня Шумятино          |
| 201 | Усадье                | деревня                 | ↘2        | Деревня Захарово          |
| 202 | Ушаково               | деревня                 | ↗4        | Деревня Прудки            |
| 203 | Хрустали              | деревня                 | ↗89       | Деревня Ерденево          |
| 204 | Черкасово             | деревня                 | ↘10       | Деревня Шумятино          |
| 205 | Чернолокня            | деревня                 | ↗20       | Село Головтеево           |
| 206 | Чулково               | деревня                 | ↘70       | Село Маклино              |
| 207 | Чуркино               | деревня                 | ↗10       | Деревня Шумятино          |
| 208 | Чухловка              | деревня                 | ↘0        | Село Недельное            |
| 209 | Шатеево               | деревня                 | ↘0        | Село Недельное            |
| 210 | Шемякино              | деревня                 | ↗66       | Село Коллонтай            |
| 211 | Шершино               | деревня                 | ↘2        | Деревня Прудки            |
| 212 | Шубинка               | деревня                 | ↗19       | Деревня Шумятино          |
| 213 | Шумятино              | деревня                 | ↗300      | Деревня Шумятино          |
| 214 | Юбилейный             | посёлок                 | ↘852      | Посёлок Юбилейный         |
| 215 | Юрьевское             | село                    | ↗98       | Село Кудиново             |
| 216 | Яблоновка             | деревня                 | ↘0        | Деревня Рябцево           |
| 217 | Якимовка              | деревня                 | →0        | Село Недельное            |
| 218 | Якушево               | деревня                 | ↘6        | Деревня Берёзовка         |

В 2015 году образован новый населённый пункт — деревня Исаково.
В 2019 году образован новый населённый пункт — деревня Снегири.

## Экономика
Объём отгруженных товаров собственного производства, выполненных работ и услуг собственными силами по обрабатывающие производства (2008): 7,3 млрд руб.
В селе Недельное в 2005 году создана компания «Розовый Сад» для выращивания элитных сортов цветов.
В селе Поречье находится и действует ткацкая фабрика.
В совхозе Недельное восстановлен животноводческий комплекс.

## Транспорт

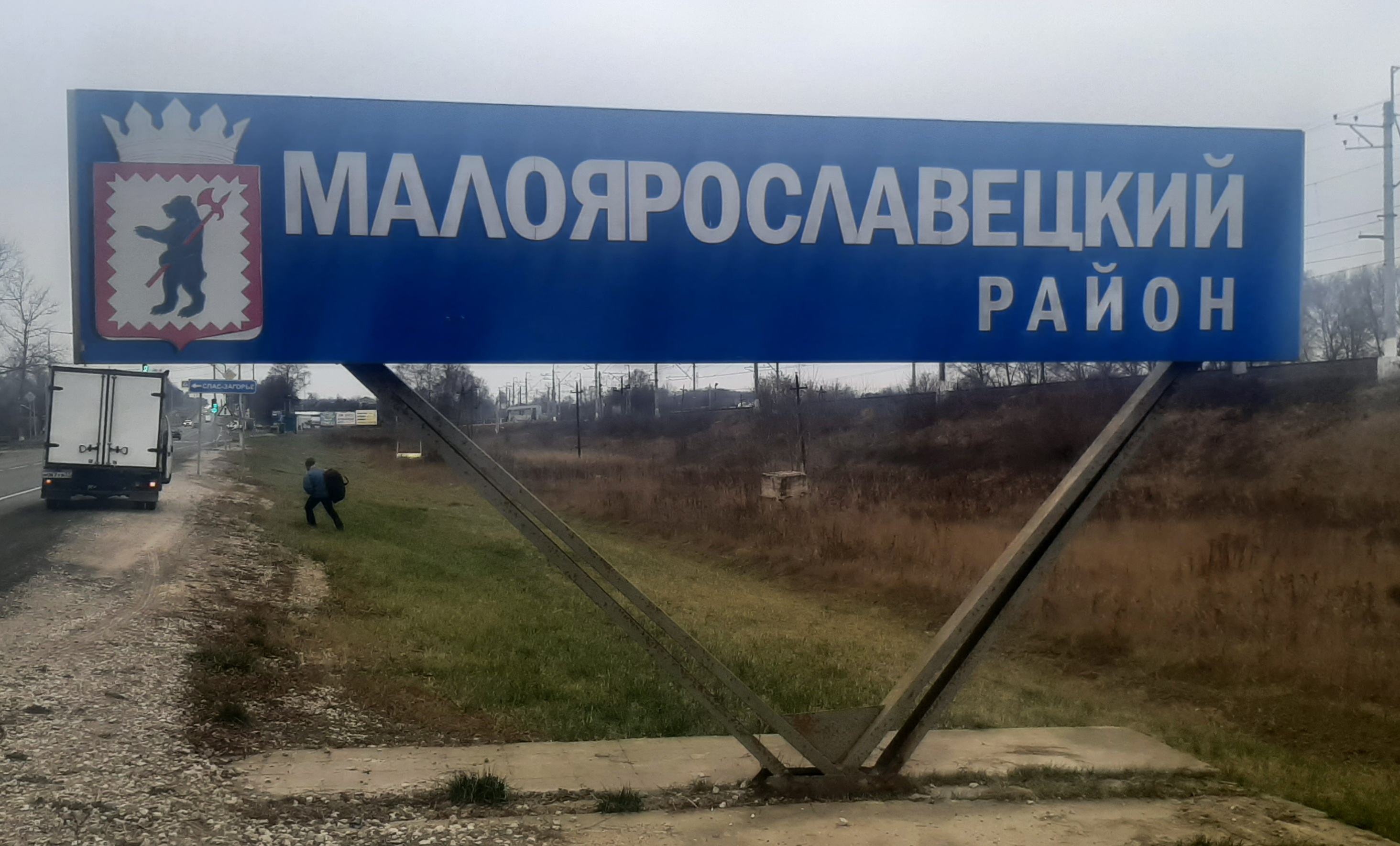
Стела на трассе М3

Через район проходят железнодорожная магистраль Москва — Брянск — Киев, а также автодороги Москва — Брянск — Киев и Москва — Рославль.

## Культура
В состав администрации входит районный отдел культуры и туризма (заведующий Сидельникова Татьяна Борисовна). В городе имеются Центр культуры и туризма Малоярославецкого района, Малоярославецкая художественная школа им. А. Е. Куликова, Малоярославецкая детская школа искусств, а также учреждения культуры на селе (библиотеки, клубы музыкальные школы и школы искусств в посёлке Детчино и селе Кудиново).

## Достопримечательности
Храм в честь святителя Николая, Архиепископа Мир Ликийских Чудотворца в селе Поречье был построен предположительно во второй половине XIX века. После 1917 года некоторое время богослужение в храме продолжалось. В 1950-е годы в здании церкви был устроен склад, относящийся к ткацкой фабрике села Поречье.
По благословению митрополита Калужского и Боровского Климента в 2005 году группой прихожан начался процесс восстановления пореченского храма. В 2011 году в храме была отслужена первая после долгих лет запустения Божественная литургия, возобновлены регулярные богослужения.
Усадьба Кутыриных (парк) конца XIX — начала XX века, расположена в деревне Песочня. По материалам инвентаризации, проведённой в соответствии с приказом Министерства культуры РСФСР от 8 июля 1991 г. № 224. Схема территориального планирования МР «Малоярославецкий район».
К северо-западу от деревни Игнатьевская, у слияния рек Перинка и Лужа, на Красном Лугу, находится Капище Пятибожья славян—родноверов из Велесова Круга.

## Известные уроженцы
- Петров Василий Васильевич (1920—1941) — Герой Советского Союза, заместитель политрука 7-й пограничной заставы 90-го Владимир-Волынского пограничного отряда Украинского пограничного округа войск НКВД СССР.
- В селе Кобылино в 1910 году родился Сергей Михайлович Изве́ков, будущий Патриарх Московский и всея Руси Пимен — возглавлявший Русскую Православную Церковь с 1971 по 1990 год.
- в деревне Жилинка Московской губернии (ныне Малоярославецкий район Калужской области) 16 апреля 1909 года родился Никита Романович Горлов — советский военачальник, военный лётчик, участник боёв на Халхин-Голе и Советско-японской войны, командир 29-й истребительной авиационной Амурской дивизии во время Советско-японской войны, генерал-майор авиации[35].
- В деревне Татарское (ныне Малоярославецкий район Калужской области) в 1931 году родился Григорий Васильевич Муханов (1931—1987), советский промышленный деятель, генеральный директор МПОО "Заря", Герой Социалистического Труда (1981).[36]
- Игнатов, Александр Михайлович (1901—1956) — советский военачальник, генерал-майор. Родился в деревне Старорыбино.